# Forestville, Ohio
Forestville är en ort i Hamilton County i delstaten Ohio, USA.